# Polystichum bonseyi
Polystichum bonseyi är en träjonväxtart som beskrevs av Warren Herbert Wagner och R.W.Hobdy. Polystichum bonseyi ingår i släktet Polystichum och familjen Dryopteridaceae. Inga underarter finns listade.